# Lijst van eredoctoraten van Tilburg University

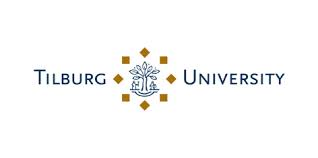
Logo Tilburg University

Dit is een lijst van de eredoctoraten van Tilburg University. 
Een eredoctoraat wordt uitgereikt voor een uitzonderlijke prestatie in de wetenschap of voor bijzondere niet-academische prestaties, bijvoorbeeld op maatschappelijk gebied.
| Jaar | Naam                    | Afbeelding | Faculteit                                                |
| ---- | ----------------------- | ---------- | -------------------------------------------------------- |
| 2024 | Demirgüç-Kunt, Aslɩ     |            | Tilburg School of Economics and Management (TiSEM)       |
| 2023 | Groot, Dineke de        |            | Tilburg Law School (TLS)                                 |
| 2023 | Leonelli, Sabina        |            | Tilburg School of Humanities and Digital Sciences (TSHD) |
| 2022 | Hamer, Mariëtte         |            | Tilburg School of Social and Behavioral Sciences (TSB)   |
| 2022 | Barth, Mary E.          |            | Tilburg School of Economics and Management (TiSEM)       |
| 2022 | Moorman, Christine      |            | Tilburg School of Economics and Management (TiSEM)       |
| 2022 | Gross, James            |            | Tilburg School of Social and Behavioral Sciences (TSB)   |
| 2019 | Allen, Anita            |            | Tilburg Law School (TLS)                                 |
| 2019 | Ioannidis, John         |            | Tilburg School of Social and Behavioral Sciences (TSB)   |
| 2018 | Hansen, Lars Peter      |            | Tilburg School of Economics and Management (TiSEM)       |
| 2018 | Hirschberg, Julia       |            | Tilburg School of Humanities and Digital Sciences (TSHD) |
| 2017 | Rinnooy Kan, Alexander  |            | Tilburg School of Economics and Management (TiSEM)       |
| 2017 | Stump, Eleonore         |            | Tilburg School of Catholic Theology (TST)                |
| 2016 | Kingsbury, Benedict     |            | Tilburg Law School (TLS)                                 |
| 2016 | Loewenstein, George     |            | Tilburg School of Social and Behavioral Sciences (TSB)   |
| 2014 | Levinthal, Daniel       |            | Tilburg School of Economics and Management (TiSEM)       |
| 2014 | List, John              |            | Tilburg School of Economics and Management (TiSEM)       |
| 2013 | Caspi, Avshalom         |            | Tilburg School of Social and Behavioral Sciences (TSB)   |
| 2013 | Prechal, Sacha          |            | Tilburg Law School (TLS)                                 |
| 2012 | Dasgupta, Partha        |            | Tilburg School of Economics and Management (TiSEM)       |
| 2012 | Johnson Sirleaf, Ellen  |            | Tilburg School of Humanities and Digital Sciences (TSHD) |
| 2012 | Vergauwen, Guido        |            | Tilburg School of Catholic Theology (TST)                |
| 2011 | Pfeffer, Jeffrey        |            | TIAS (TIAS)                                              |
| 2010 | Gore, Al                |            | Tilburg School of Economics and Management (TiSEM)       |
| 2009 | Niekerk, Marlene van    |            | Tilburg School of Humanities and Digital Sciences (TSHD) |
| 2008 | Wellink, Nout           |            | Tilburg School of Economics and Management (TiSEM)       |
| 2007 | Ignatieff, Michael      |            | Tilburg Law School (TLS)                                 |
| 2007 | Sternberg, Robert       |            | Tilburg School of Social and Behavioral Sciences (TSB)   |
| 2006 | Prahalad, Coimbatore    |            | TIAS (TIAS)                                              |
| 2002 | Annan, Kofi             |            | Tilburg School of Humanities and Digital Sciences (TSHD) |
| 2002 | Danneels, Godfried      |            | Tilburg School of Catholic Theology (TST)                |
| 2002 | Klingemann, Hans-Dieter |            | Tilburg School of Social and Behavioral Sciences (TSB)   |
| 2002 | Rubinstein, Ariel       |            | Tilburg School of Economics and Management (TiSEM)       |
| 1998 | Wijffels, Herman        |            | Tilburg School of Economics and Management (TiSEM)       |
| 1997 | Cohn-Bendit, Daniel     |            | Tilburg School of Humanities and Digital Sciences (TSHD) |
| 1997 | Goldstone, Richard      |            | Tilburg Law School (TLS)                                 |
| 1997 | Weiskrantz, Lawrence    |            | Tilburg School of Social and Behavioral Sciences (TSB)   |
| 1992 | Barten, Anton           |            | Tilburg School of Economics and Management (TiSEM)       |
| 1992 | Kerkhofs, Jan           |            | Tilburg School of Social and Behavioral Sciences (TSB)   |
| 1992 | Lefort, Claude          |            | Tilburg School of Humanities and Digital Sciences (TSHD) |
| 1987 | Gergen, Kenneth         |            | Tilburg School of Social and Behavioral Sciences (TSB)   |
| 1987 | Hoeven, Jo van der      |            | Tilburg Law School (TLS)                                 |
| 1987 | Kamp, Hans              |            | Tilburg School of Humanities and Digital Sciences (TSHD) |
| 1986 | Oorschot, Geert van     |            | Tilburg School of Humanities and Digital Sciences (TSHD) |
| 1982 | Klompé, Marga           |            | Tilburg School of Social and Behavioral Sciences (TSB)   |
| 1982 | Lambers, Henk           |            | Tilburg School of Economics and Management (TiSEM)       |
| 1982 | Ricœur, Paul            |            | Tilburg School of Humanities and Digital Sciences (TSHD) |
| 1977 | Brugmans, Ieb           |            | Tilburg School of Social and Behavioral Sciences (TSB)   |
| 1977 | Denning, Alfred         |            | Tilburg Law School (TLS)                                 |
| 1977 | Pous, Jan de            |            | Tilburg School of Economics and Management (TiSEM)       |
| 1977 | Witkin, Herman          |            | Tilburg School of Social and Behavioral Sciences (TSB)   |
| 1972 | Beld, Cees van den      |            | Tilburg School of Economics and Management (TiSEM)       |
| 1972 | Heek, Frederik van      |            | Tilburg School of Social and Behavioral Sciences (TSB)   |
| 1972 | Langemeijer, Gerard     |            | Tilburg Law School (TLS)                                 |
| 1967 | Likert, Rensis          |            | Tilburg School of Social and Behavioral Sciences (TSB)   |
| 1967 | Rottier, Ton            |            | Tilburg School of Economics and Management (TiSEM)       |
| 1962 | Clark, Colin            |            | Tilburg School of Economics and Management (TiSEM)       |
| 1962 | Romme, Carl             |            | Tilburg School of Social and Behavioral Sciences (TSB)   |
| 1956 | Spaendonck, Barend van  |            | Tilburg School of Economics and Management (TiSEM)       |
| 1952 | Schuman, Robert         |            | Tilburg School of Economics and Management (TiSEM)       |
| 1952 | Vries, Frans de         |            | Tilburg School of Economics and Management (TiSEM)       |
| 1947 | Poels, Henri            |            | Tilburg School of Economics and Management (TiSEM)       |